# Монгольфьер
Монгольфье́р (фр. montgolfière) — тепловой аэростат с оболочкой, наполняемой подогретым воздухом.
Название воздушный шар получил по фамилии изобретателей, братьев Монгольфье — Жозеф-Мишеля и Жак-Этьенна. Первый полёт совершился в городе Аннонэ (Annonay, Франция) 5 июня 1783 года.

## История
Однако история монгольфьера началась ещё раньше:
В 1306 году, в Китае, вероятно впервые в мире, — был открыт «аэростатический принцип полёта» и использован в развлекательно-увеселительных целях. Придворные фокусники и пиротехники, изготовили небольшую лёгкую сферическую оболочку, и наполнив её дымом — выпустили в воздух… После этого, как оказалось, малоизвестного события, в течение нескольких столетий, вплоть до начала XVIII в., изобретатели, исследователи и учёные — открывали варианты использования исключительно «аэродинамического принципа полёта» путём создания различных (по способу его реализации) типов летательных машин, но ни одна из них по своим лётным данным пока ещё не удовлетворяла требованиям — приемлемым для практического использования в качестве «воздушного судна»… В то же время, китайский развлекательный «аэростатический принцип полёта» — оказался в тени проводимых аэродинамических экспериментов и поэтому не рассматривался в качестве перспективного научно-технического направления в деле создания практически применимого воздухоплавательного транспортного средства.
В августе 1709 года бразильцем по происхождению Бартоломеу де Гусманом, жившим в Португалии, была продемонстрирована модель воздухоплавательного аппарата, представлявшего собой тонкую яйцеобразную оболочку с подвешенной под ней маленькой жаровнёй. При одном из испытаний модель поднялась в воздух на 4 метра. В том же году Гусман приступил к осуществлению проекта «Пассаролы». Однако нет никаких свидетельств о том, состоялся ли этот проект. Но в любом случае Гусман был первым человеком, который, опираясь на изучение физических явлений природы, сумел выявить реальный способ воздухоплавания и попытался осуществить его на практике.
История о том, что в 1731 году подьячий нерехтец (то есть житель Нерехты) Крякутный в Рязани сделал попытку подъёма на тепловом воздушном шаре, современными исследователями признаётся сфальсифицированной.
В 1782 г., братья — Жозеф и Этьен Монгольфье (сыновья бумажного фабриканта из города Аннонэй на юге Франции), сделали первый шаг в направлении практического осуществления аэростатического принципа полёта применительно к сферической оболочке наполняемой горячей газовоздушной смесью. Первоначально, на основании наблюдения за плывущими в небе облаками, братья Монгольфье пришли к мысли создать искусственное облако — заключённое в бумажную оболочку и пригодное для осуществления полёта, поставив перед собой цель — подняться в воздух и плавать подобно облакам…
В первых опытах, впускаемый в оболочку пар быстро конденсировался, бумага намокала и рвалась… В поисках иного наполнителя для бумажной оболочки, братья Монгольфье повторно провели опыты известных химиков Блек и Кавалло — пытавшихся в недавнем прошлом поднять в воздух лёгкие оболочки, наполненные лёгким газом — водородом, свойства которого были открыты в 1766 г. Но эти опыты дали отрицательный результат — водород быстро просачивался сквозь поры бумажных и тканевых оболочек… Первые опыты с наполнением оболочек водяным паром и водородом, косвенно свидетельствуют о том, что изначально братья Монгольфье не знали ни о китайском аттракционе (1306 г.), ни о модели Б. Гусмана (1709 г.) и фактически вели свою экспериментальную работу самостоятельно, и последовательно — не имея представления об истинной природе силы, поднимающей шар в воздухе, — первоначально руководствуясь личными наблюдениями (водяной пар), затем сведениями об опытах химиков Блека и Кавалло (водород), и в завершении — положением популярной в то время теории «об электрических явлениях» — трактующей природу возникновения подъёмной силы оболочки — свойством заряженного электричеством дыма отталкиваться от земли, когда — Жозеф Монгольфье впервые наполнил бумажную оболочку горячим дымом и она плавно взлетела. Ободрённые первым успехом, братья Монгольфье изготовили несколько лёгких оболочек и, наполняя их горячим дымом от горящих соломы и шерсти — считая, что дым от сгорания этих веществ обладает наибольшим отталкивающим эффектом и убедились, что все наполняемые дымом оболочки легко всплывают в воздухе….
В том же году братья Жак-Этьенн и Жозеф-Мишель Монгольфье, увлекавшиеся вопросами динамического воздухоплавания, а также пытавшиеся экспериментировать с оболочками, наполняемыми водородом, знакомые с этим открытием, пришли к выводу, что причиной подъёма облаков является их электризация. С целью получения газа, обладающего электрическими свойствами, они начали сжигать мокрую солому и шерсть. Этот материал они использовали по аналогии с процессами, происходящими в электрографе, а воду добавляли для получения пара, схожего с составом облаков. Свои шары (вначале они были прямоугольных форм и только затем сферические) они называли аэростатическими машинами. Один из таких шаров, диаметром 3,5 метра, был показан родным и знакомым. Шар, поднявшись на высоту 300 метров, продержался в воздухе около 10 минут.
После этого братья Монгольфье построили оболочку диаметром около 11,5 метров, она была сделана из холста, в верхней части изнутри оклеена специальной бумагой и усилена верёвочной лентой. Демонстрация этого шара состоялась на базарной площади в городе Анноне 5 июня 1783 года , в присутствии многочисленных зрителей. Был составлен протокол, который отразил все подробности полёта.  Объём оболочки составлял 2 200 куб.м., вес - 230 кг. Наполненная дымом оболочка плавно всплыла в воздухе до высоты 1500÷2000 м (по оценке очевидцев) и по мере охлаждении заполнявшего её дымного воздуха плавно опустилась на расстоянии около 2 км от точки взлёта. Полёт первого «монгольфьера», как впоследствии стали называть тепловые аэростаты — наполняемые подогретым воздухом, был засвидетельствован актом, скреплённым подписями городских властей и направленным во французскую Академию Наук. Ошибочное представление создателей первого теплового аэростата о природе возникновения подъёмной силы нисколько не умалило их достижения и проявленную конструкторскую изобретательность — они сумели: провести опыт с оболочкой сравнительно больших размеров, и весьма значительной подъёмной силы; изготовить достаточно прочную, лёгкую и газонепроницаемую оболочку; разработали способ наполнения оболочки горячим дымом и приспособление для удержания её на земле в процессе наполнения; предусмотрели систему подвески (экваториальный тканевый пояс, от которого отходили вниз стропы) — обеспечивающую равномерное распределение усилий, возникающих в оболочке при удержании её на земле перед взлётом. Изобретение Монгольфье явилось одним из довольно частых в истории техники примеров, когда научная теория отставала от практических достижений.
19 сентября 1783 года в Версале (под Парижем) в присутствии короля Людовика XVI во дворе его замка в час дня воздушный шар взмыл в воздух, унося в своей корзине первых воздушных путешественников, которыми были овца, курица и утка. Шар пролетел 4 километра за 10 минут. Для его наполнения потребовалось 2 пуда (32 кг) соломы и 5 фунтов (2,3 кг) шерсти.
21 ноября 1783 года в Париже впервые в воздух на монгольфьере поднялись Пилатр-де-Розье и маркиз д’Арланд. Стартовав около 14:00 от замка ла Мюетт в Булонском лесу (парк на западной окраине Парижа), воздушный шар поднялся на высоту около 3000 футов (1 км). Пролетев около пяти миль (9 км) за 25 минут, перелетев Сену, первые воздухоплаватели приземлились на холме Бют-о-Кай между ветряными мельницами невдалеке за городским валом. Народ их приветствовал как национальных героев. Братья Монгольфье и всё человечество праздновали победу.
24 сентября 1784 года в Лионе впервые в воздух на монгольфьере поднялась женщина. Госпожа Тибль в присутствии шведского короля Густава III поднялась на высоту 2700 метров и продержалась в воздухе 142 минуты.
15 июня 1785 года стал трагическим в истории воздухоплавания. В этот день погибли пилот, физик, изобретатель Жан Франсуа Пилатр-де-Розье и его друг — механик Ромен.
Этот аэростат (розьер) представлял собой комбинацию монгольфьера и шарльера, что и привело к трагедии.
В дальнейшем монгольфьеры уступили своё место аэростатам, наполняемым водородом, так называемым шарльерам. Это было вызвано присущими монгольфьерам недостатками: необходимость брать на борт большое количество топлива, опасность возникновения пожара в воздухе и т. д.
Однако, во второй половине XX века монгольфьеры вновь стали популярны. К этому привело появление новых лёгких и огнестойких материалов и появление специальных газовых горелок, которые вместе с газовыми баллонами составили удобный и надёжный комплекс управления тепловыми аэростатами. Кроме того, появился и такой вид монгольфьеров, как солнечные. Перепад температур между воздухом в оболочке и окружающей средой может составлять около 30 °C. Разумеется, такие аэростаты могут летать только в солнечную погоду, да и объём оболочки в 2,5—3 раза больше, чем у обыкновенных.
Появление новых типов монгольфьеров привело и к появлению новых видов соревнований и воздушных праздников — фиест.
В соревнованиях необходимо как можно точнее привести аэростат в заданную точку или оптимизировать временной или дистанционный интервал полёта. Фиесты же представляют собой более фееричное зрелище: одновременный старт десятков, сотен, а на особо крупных фиестах и тысяч монгольфьеров различных форм и цветов производят на зрителей неизгладимое впечатление.

## Аэростаты тепловые радиоуправляемые (моделизм)
Аэростаты тепловые радиоуправляемые — это радиоуправляемые авиамодели тепловых аэростатов объёмом до 200 м³. Соревнования подобных аэростатов регулируются правилами, установленными Спортивным кодексом FAI: Секция 4 — Авиамоделирование. Том 7. Воздухоплавательные модели. В России 30.01.2007 г. состоялась первая фиеста тепловых радиоуправляемых аэростатов «Рождественская аэромодельная фиеста 2007» на Кубок московской школы-интерната для одарённых детей «Интеллектуал» (№ 1128).

## Подъёмная сила монгольфьера
Плотность воздуха может быть выражена формулой:
где {\displaystyle \rho } — плотность воздуха в кг/м³;

{\displaystyle P} — атмосферное давление в мм рт. ст.;

{\displaystyle T} — абсолютная температура воздуха в K.
Подъёмная сила монгольфьера в килограммах на 1 м³ объёма оболочки равна разности плотности воздуха в атмосфере и средней плотности воздуха в оболочке и может быть выражена формулой:
где {\displaystyle T_{A}} и {\displaystyle T_{O}} — абсолютная температура забортного воздуха и средняя абсолютная температура воздуха внутри оболочки, соответственно.
Например, при атмосферном давлении 760 мм рт. ст., температуре атмосферного воздуха 0 °С и средней температуре воздуха в оболочке 50 °С подъёмная сила монгольфьера составит 0,2 кг/м³ объёма оболочки, что в несколько раз меньше подъёмной силы шарльеров, наполненных водородом (1,204 кг/м³), гелием (1,115 кг/м³), метаном (0,579 кг/м³) или аммиаком (0,534 кг/м³).
При подъёме монгольфьера изменения давления и температуры атмосферного воздуха действуют разнонаправленно: уменьшение давления ведёт к уменьшению подъёмной силы, а снижение температуры способствует её увеличению, но влияние давления преобладает, поэтому подъёмная сила монгольфьеров с увеличением высоты убывает. С увеличением температуры воздуха внутри оболочки подъёмная сила возрастает, но эта температура весьма ограничена жаростойкостью оболочки. По этим причинам монгольфьеры, как правило, поднимаются на высоту не более нескольких сотен метров.

## Галерея
- Монгольфьер в полёте
- Монгольфьеры в виде антропоморфных пчёл
- Монгольфьеры в виде монастыря Святого Галла производства Kubicek Balloons
- Китайский фонарик действует по принципу монгольфьера
- Модель воздушного шара братьев Монгольфье в Лондонском музее науки
- Пара воздушных шаров Хоппера
- Бристольская международная фиеста воздушных шаров
- Монгольфьер частично надувается холодным воздухом от вентилятора, работающего на бензине, перед тем как пропановые горелки будут использованы для окончательной накачки
- Сафари монгольфьера в Масаи-Мара
- Отверстие в верхней части оболочки, закрытое парашютным клапаном, как его видно снизу через входное отверстие
- Корзина монгольфьера в полёте
- Плетёная корзина способна вместить 16 пассажиров
- Горелка, нагревающая открытым пламенем воздух внутри оболочки
- Горелка
- Топливные баки из нержавеющей стали, завёрнутые в красные изолирующие корпуса, установленные вертикально и с указателями уровня топлива, во время заправки
- Тепловое изображение, показывающее изменение температуры в монгольфьере
- Вирджинский монгольфьер, летящий над Кембриджем
- 4-метровый солнечный шар, плавающий над лугом
- Отражение в озере
- Коммерческий полёт на воздушном шаре, который приближается к месту посадки, в Берд-ин-Хэнд (Пенсильвания)
- Верхняя часть воздушного шара во время надувания. Экипаж обеспечивает вентиляцию парашюта
- Новый монгольфьер Cameron 2017 в полёте
- Один из последних воздушных шаров Aerostar International, Inc. RX8.